# Amplitud modulada
La  amplitud modulada (AM) o modulación de amplitud es una técnica utilizada en el procesamiento de señales y la comunicación electrónica, más comúnmente para la transmisión de información a través de una onda transversal de televisión. La modulación en amplitud (AM) funciona mediante la variación de la amplitud de la señal transmitida en relación con la información que se envía. Contrastando esta con la modulación de frecuencia, en la que se varía la frecuencia, y la modulación de fase, en la que se varía la fase.
A mediados de la década de 1870, una forma de modulación de amplitud, inicialmente llamada "corrientes ondulatorias", fue el primer método para enviar con éxito audio a través de líneas telefónicas con una calidad aceptable.

Una señal (arriba) puede ser transportada en una onda AM o FM.

## Aplicaciones tecnológicas de la AM

### Radio AM
Una gran ventaja de AM es que su demodulación es muy simple y por consiguiente, los receptores son sencillos y baratos; un ejemplo de esto es la radio de galena. Otras formas de AM como la modulación de banda lateral única o la modulación de doble banda lateral son más eficientes en ancho de banda o potencia, pero en contrapartida los receptores y transmisores son más caros y difíciles de construir, ya que además deberán reinsertar la onda portadora para conformar la AM nuevamente y poder demodular la señal transmitida. 
La AM es usada en la radiofonía, en las ondas medias, ondas cortas, e incluso en la VHF: es utilizada en las comunicaciones de radio entre los aviones y las torres de control de los aeropuertos. La onda media comercial, capaz de ser captada por la mayoría de los receptores de uso doméstico, abarca un rango de frecuencia que va desde 500 kHz a 1700 kHz.

### Procesamiento de señales
La AM también ha sido utilizada en el procesamiento de señales, particularmente en el campo de la producción musical, para generar diversos efectos de sonido. Probablemente, el efecto más popular de ellos es el tremolo (del inglés: trémolo), en el cual una onda portadora simple de baja frecuencia (generada por un LFO) y mantenida usualmente a una frecuencia fija menor a 20 Hz, es modulada por una señal de entrada. Este efecto de sonido puede encontrarse en amplificadores de guitarra, pedales de efectos, sintetizadores y complementos (plug-ins) para estaciones de trabajo de audio digital. Algunos ejemplos en la música son la canción Bang, Bang (My Baby Shot Me Down) de Nancy Sinatra, Born on the Bayou de Creedence Clearwater Revival, o How Soon Is Now? de The Smiths.
Otras unidades de efectos sonoros que también usan la amplitud modulada son:
- El chopper (del inglés: cortador) o slicer (del inglés: rebanador), que generalmente se forma ocupando uno o más tremolos, usando formas de onda cuadrada o de pulso a diferentes tasas de profundidad (generalmente, extremas) y de repetición armónicamente sincronizadas, lo que permite cortar o rebanar la señal de entrada a ciertos intervalos regulares y darle una sensación más rítmica. Un ejemplo de su utilización lo encontramos en la introducción de la canción Boulevard of Broken Dreams de Green Day.
- El ring modulator (del inglés: modulador de anillo) que, en su origen analógico, el circuito contiene diodos en forma de anillo que participan en el proceso de modulación. Su funcionamiento es muy similar al del tremolo clásico. Sin embargo, a diferencia de este, la frecuencia de la onda portadora es lo suficientemente rápida como para ser percibida por el oído humano (es decir, mayor a 20.000 Hz), por lo que el efecto resultante es la mezcla de las dos señales sonando al unísono, consistente en las sumas y diferencias de las frecuencias que las componen, y que pueden (o no) estar armónicamente ligadas. Dada la naturaleza no-lineal de este procesamiento, es muy frecuente que los resultados sean inarmónicos, con un sonido cualitativamente descrito como agresivo, metálico o artificial. Este efecto se puede encontrar en sintetizadores y algunos pedales de efecto, usualmente para crear timbres semejantes a campanas u otras fuentes de sonido que poseen un espectro de frecuencias naturalmente inarmónico; así también, para generar diversos efectos especiales o modificar el timbre de la voz, como se puede ejemplificar con los daleks en Dr. Who.

Vale mencionar que no debe confundirse tremolo (amplitud modulada) con vibrato (frecuencia modulada).

## Demodulación de AM
Existen dos posibilidades para la demodulación de una señal {\displaystyle f(t)} modulada en AM. La primera de ellas, la más simple, es solo posible en caso de que se cumpla la condición siguiente:
{\displaystyle {\big \|}f_{n}(t){\big \|}\leq m}
En este supuesto, la envolvente de la señal modulada, esto es {\displaystyle 1+m\cdot f_{n}(t)} es siempre positiva y para recuperar la señal moduladora es suficiente con un receptor que capte dicha envolvente. Esto se consigue con un simple circuito rectificador con carga capacitiva. Así funcionaba la pionera radio de galena.
La otra opción para la demodulación de la señal modulada en AM es utilizar el mismo tipo de demodulación que se usa en las otras modulaciones lineales. Se trata del demodulador coherente. Para ello, es necesario conocer la frecuencia de la portadora {\displaystyle w_{p}} y, en ocasiones, también la fase, lo que requiere la utilización de un PLL (Phase Lock Loop). En este otro supuesto, no es necesario que el índice de modulación sea menor que la unidad, o lo que es lo mismo, no es necesario que la envolvente [1 + m·x(t)] sea siempre positiva.
El demodulador coherente utiliza la siguiente propiedad matemática de la función coseno:
{\displaystyle \cos ^{2}(\phi )={\frac {1}{2}}+{\frac {\cos(2\phi )}{2}}}
para multiplicar la función {\displaystyle S(t)} por la portadora:
{\displaystyle S_{D}(t)=S(t)\cos(w_{c})={\frac {1+m\cdot f_{n}(t)}{2}}+{\frac {\cos(2w_{c})}{2}}}
A partir de esto, con un filtro paso bajo y un supresor de continua, se obtiene la señal {\displaystyle f(t)}.

## Potencia de la señal modulada
La amplitud máxima de cada banda lateral está dada por la expresión: {\displaystyle m={\frac {V_{m}}{V_{p}}}}, siendo  {\displaystyle V_{m}} la tensión eficaz de la señal moduladora y {\displaystyle V_{p}} la tensión eficaz de la portadora. Como la potencia es proporcional al cuadrado de la tensión, la potencia de la señal modulada resultará la suma de la potencia de la señal portadora más la potencia de ambas bandas laterales:
{\displaystyle P\equiv V_{p}^{2}+\left({\frac {mV_{p}}{2}}\right)^{2}+\left({\frac {mV_{p}}{2}}\right)^{2}}
{\displaystyle P\equiv V_{p}^{2}+{\frac {m^{2}V_{p}^{2}}{4}}+{\frac {m^{2}V_{p}^{2}}{4}}}
Para que la igualdad sea posible debemos tener en cuenta las potencias en lugar de las tensiones:
{\displaystyle P=P_{p}+{\frac {m^{2}}{4}}P_{p}+{\frac {m^{2}}{4}}P_{p}}
{\displaystyle P=P_{p}+{\frac {m^{2}}{2}}P_{p}}
{\displaystyle P=\left(1+{\frac {m^{2}}{2}}\right)P_{p}}
En el caso de que la modulación sea al cien por ciento, entonces {\displaystyle m=1} y por lo tanto la potencia de la señal modulada será:
{\displaystyle P=\left(1+{\frac {1}{2}}\right)P_{p}}
{\displaystyle P={\frac {3}{2}}P_{p}}
O lo que es lo mismo:
{\displaystyle P_{p}={\frac {2}{3}}P}
De lo último se desprende que la onda portadora consumirá dos tercios de la potencia total, dejando un tercio para ambas bandas laterales.

## Índice de modulación
El índice de modulación de AM es una medida de la variación de amplitud que rodea una portadora no modulada. Al igual que con otros índices de modulación, en AM esta cantidad (también llamada "profundidad de modulación") indica la variación introducida por la modulación respecto al nivel de la señal original. En AM, se refiere a las variaciones en la amplitud de la portadora y se define como: 
{\displaystyle h={\frac {\mathrm {valor\ m{\acute {a}}ximo\ de\ } m(t)}{A}}={\frac {M}{A}}} donde {\displaystyle M} y {\displaystyle A} son la amplitud del mensaje y la amplitud de la portadora, respectivamente.
Así que si {\displaystyle h=0,5}, la amplitud de la portadora varía en un 50 % por encima (y por debajo) de su nivel original; para {\displaystyle h=1,0}, la señal varía en un 100 %. Para evitar la distorsión, la profundidad de modulación no deberá exceder del 100 %. En sistemas de transmisión por lo general se incorporará un circuito limitador para asegurar cumplir este requisito. Sin embargo, los demoduladores de AM pueden ser diseñados para detectar la inversión de fase que se produce cuando la modulación excede el 100 %, y automáticamente corrige este defecto. A continuación se muestran unas imágenes en las que se pueden observar los resultados de modular con diferentes índices de modulación.

Índice de Modulación.
En el diagrama, la señal no modulada tiene una amplitud de 1.

## AM Estéreo
Estéreo de amplitud modulada modula la amplitud en el estéreo.
Actualmente, el Circuito AM Amplitud Modular Center. 